# K.u.k. Dragonerregiment „Friedrich Franz IV. Großherzog von Mecklenburg-Schwerin“ Nr. 6

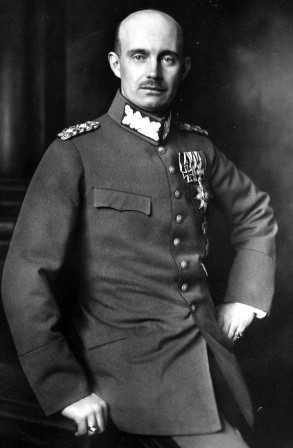
Namensgeber 1888: Großherzog Friedrich-Franz IV.

Der Verband war 1629 als Piccolomini-Cürassiere für die kaiserlich-habsburgische Armee errichtet worden. Aus diesem entwickelte sich im Laufe der Zeit bis hin zur Gemeinsamen Armee innerhalb der Österreichisch-Ungarischen Landstreitkräfte das k.u.k Dragonerregiment „Friedrich Franz IV. Großherzog von Mecklenburg-Schwerin“ Nr. 6.
1769 wurde dem Regiment in der neu errichteten Kavallerie-Rangliste die Bezeichnung Cavallerie-Regiment Nr. 20 zugeteilt. Der Name lautete jedoch bis 1798 weiterhin nach dem Regimentsinhaber (der nicht auch der Kommandant sein musste). Eine verbindliche Regelung der Schreibweise existierte nicht. (zum Beispiel Regiment Graf Serbelloni – oder Regiment Serbelloni.) Mit jedem Inhaberwechsel änderte das betroffene Regiment dann auch seinen Namen.
Nach der Änderung des Systems 1798 galt vorrangig die nummerierte Bezeichnung, die unter Umständen mit dem Namen des Inhabers verbunden werden konnte. Hierbei erfolgte zunächst die Umbenennung in Cürassier-Regiment Nr. 10.
Der zuletzt geführte Name war dem Regiment auf immerwährende Zeit zugeteilt worden, desungeachtet wurden im Jahre 1915 alle Ehrennamen ersatzlos gestrichen. Der Verband hieß von da an nur noch Dragonerregiment Nr. 6 Dies ließ sich jedoch im allgemeinen Sprachgebrauch nicht durchsetzen, einerseits weil sich niemand daran hielt, andererseits hatte die sparsame k.u.k. Militäradministratur verfügt, zuerst alle vorhandenen Stempel und Formulare aufzubrauchen. (Gem. „Verlautbarung der Quartiermeisterabteilung“ des Heeresgruppenkommando FM. Erzherzog Eugen / Q.Op. Nr. 665/15. Ausgegeben vom Feldpostamt 512)
- Von 1862 bis 1889 hieß das Regiment Kürassier- dann Dragonerregiment Alexander Prinz von Hessen und bei Rhein Nr. 6
- Von 1889 bis 1906 hieß das Regiment Dragonerregiment Albrecht Prinz von Preußen Nr. 6

Zur Systematik wurden nachträglich auch folgende Nummerierungen eingeführt: 1629/1 (nach Tessin), Kürassierregiment K 7 (nach Bleckwenn).

## Namensgleiche Verbände
- Unter dem gleichen Namen firmierte von 1798 bis 1801 das dann aufgelöste Dragoner-Regiment Coburg
- und von 1802 bis 1860 das spätere Dragonerregiment Nr. 12

## Formationsgeschichte
- Mit Patent vom 5. Mai 1701 wurde aus fünf Kompanien des 1629 von Ottavio Piccolomini aufgestelltem späteren Kürassier-Regiment Caprara und 5 neu angeworbenen Kompanien ein Kürassier-Regiment formiert, das laut einem von Kaiser Leopold I. im Jahre 1656 ausgestellten Patent anlässlich der Verleihung des erledigten Regiments Piccolomini an Caprara für immer die Bezeichnung „Piccolomoni’sch“ tragen sollte, was aber nicht durchgesetzt wurde.
- 1721 wurde eine Kompanie des aufgelösten Dragoner-Regiments Veterani eingegliedert
- 1731 wurden Teile der 1727 aufgestellten Auctions-Kompanie an das Kürassier-Regiment Locatelli (1775 aufgelöst) abgegeben
- 1768 hat man die Karabinier Kompanie an das neu aufgestellte 1. Carabinier – Kürassier – Regiment (Dragoner-Regiment Nr. 3) abgegeben und im Ausgleich dafür eine Eskadron des aufgelösten Kürassier-Regiments Modena übernommen
- 1769 erhielt das Regiment die Kavallerie-Ranglistennummer 20 zugewiesen
- 1775 erhielt das Regiment die Oberstlieutenant Division des aufgelösten Kürassier-Regiments Podstatzky zugeteilt
- 1798 Änderung der Namensgebung in Kürassier-Regiment Nr. 10
- 1802 Umbenennung in Kürassier-Regiment Nr. 6, gleichzeitig wurde die Oberst Division des aufgelösten Kürassier-Regiments Zezschwitz übernommen
- 1867 Umwandlung in Dragonerregiment Nr. 6

## Ergänzungsbezirke
- 1781 bis 1807 Böhmen, später aus Mähren und Schlesien.
- Von 1853 ausschließlich aus Mähren und zwar anfänglich aus dem Wehrbezirk des Infanterieregiments Nr. 3 (Brünn)
- Von 1857 an aus den Ergänzungsbezirken der Infanterieregimenter Nr. 3, 8, und 54 (Eibenschütz, später Kremsier, Iglau, Olmütz)
- Von 1860–1883 nur aus den Bezirken der Infanterieregimenter 8 und 54 (Brünn, Olmütz)
- 1883–1889 aus den Bezirken der Infanterieregimenter Nr. 8, 81, 93 und 99 (Brünn, Iglau, Schönberg, Znaim).
- Seit 1889 war das Regiment mit der Ergänzung dem Bereich des II. Korps (Militär-Territorial-Bezirk Wien) zugewiesen

## Friedensgarnisonen
| I. | II. | III. |
| --- | --- | --- |
| - 1711–1716 Pressburg - 1718 Verteilt auf Siebenbürgen - 1731–1733 Raab, Wieselburg, Gran - 1735–1742 Verteilt auf die Lombardei - 1748 Ödenburg - 1750 Honter Komitat - 1752 Zips - 1754–1756 Honter Komitat - 1763 Körmend - 1769 St. Gotthard - 1773 Gross-Kanizsa - 1775 Wien - 1776–1779 Pécsvárad - 1780–1788 Gross-Kanizsa - 1789 Fünfkirchen - 1790 Gross-Kanizsa - 1792–1793 Wien - 1797 Saaz - 1798–1799 Pilsen - 1801 Wien | - 1802 Gross-Kanizsa - 1803 Keszthely - 1805 Moór - 1806 Grosswardein, Moór - 1807–1809 Gyöngyös - 1810 St. Georgen (Pressburg) - 1812–1813 Wien - 1814–1815 Gaya - 1815 Pécsvárad - 1820 Arad - 1825 Debreczin - 1829 Kis-Szeben - 1831 Gross-Tapolcsán - 1840 Sárospatak - 1842 Gyöngyös - 1844 Gross-Tapolcsán - 1847 St. Georgen - 1848 Prossnitz - 1849 Kecskemét | - 1850 Podiebrad - 1851 Wien - 1852 Grosswardein - 1854 Galizien, dann Debreczin - 1855 Pest - 1856–1859 Stuhlweißenburg - 1859 Ödenburg - 1861–1866 Raab - 1866 Grosswardein - 1871 Wessely - 1875 Wien - 1876 Brünn - 1879 Klattau - 1880 St. Georgen - 1881 Przemyśl - 1886 Brünn - 1897 Enns - 1908–1912 Brünn - 1912–1914 Stab/4. Esk. Przemyśl – I.DivKdo/1.Esk./3.Esk. Hruszów – 2. Esk. Jaworów – II.DivKdo/5.Esk./6.Esk. Gródek Jagiellónski |

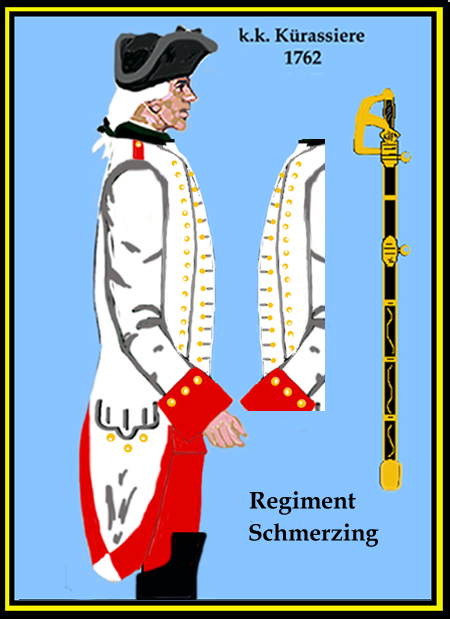
Als Kürassier-Regiment „Schmerzing“ 1745–1762

## Regimentsinhaber
- 1701 General der Kavallerie Philipp Prinz zu Hessen-Darmstadt (Kürassier-Regiment Hessen-Darmstadt, bis 1705 genannt „Jung-Darmstadt“)
- 1737 Generalfeldwachtmeister Franz Freiherr von Miglio (Kürassier-Regiment Miglio)
- 1745 Feldmarschalleutnant Friedrich Hannibal Freiherr von Schmerzing (Kürassier-Regiment Schmerzing)
- 1762 Feldmarschalleutnant Joseph Graf d´Ayasassa (Kürassier-Regiment Graf d' Ayasassa)
- 1779 General der Kavallerie Heinrich Freiherr von Jacquemin (Schackmin) (Kürassier-Regiment Schackmin)
- 1793 Feldmarschalleutnant Carl Mack, Freiherr von Leiberich (Kürassier-Regiment Mack)
- 1807 Unbesetzt
- 1808 Feldmarschalleutnant Friedrich Heinrich Freiherr von Gottesheim
- 1809 Feldmarschalleutnant Moritz Fürst Liechtenstein
- 1819 Feldmarschalleutnant Ludwig Graf Wallmoden – Gimborn
- 1862 Feldmarschalleutnant Alexander Prinz von Hessen und bei Rhein
- 1889 Albrecht, Prinz von Preussen, Regent des Herzogtums Braunschweig

## Regiments-Kommandanten
| I. | II. | III. |
| --- | --- | --- |
| - 1701 Obristlieutenant Unwerth - 1705 Obristlieutenant-Obrist Graf Orsetti - 1716 Obristlieutenant Kleiner - 1717 Obristlieutenant-Obrist Franz Freiherr von Miglio - 1734 Obrist Graf Payersberg - 1736 Obrist Leopold Prinz zu Hessen-Darmstadt - 1742 Obrist Carl Anton Corrioule - 1744 Obrist Freiherr von Metsch - 1751 Obrist Philipp Anton Graf Grünne - 1752 Obrist Carl Graf Martini - 1757 Oberst Anton Graf Barbiano de Belgiojoso - 1759 Oberst Sigmund Freiherr von Gabelkoven - 1767 Oberst August Freiherr von Schmerzing - 1773 Oberst Prokop Graf Wratislaw - 1782 Oberst Carl Heinrich Freiherr von Einsiedel - 1789 Oberst Johann Karwinsky von Karwin | - 1794 Oberst Franz Graf Rosenberg-Orsini - 1796 Oberst Joseph Walthür von Waldenau - 1800 Oberst Friedrich Freiherr von Wöllwarth - 1806 Oberst Franz Vicomte Roussel d´Hurbal - 1809 Oberst Carl Freiherr von Flachenfeld - 1813 Oberst Andreas von Laitner - 1826 Oberst Joseph Freiherr Droste zu Vischering - 1832 Oberst Joseph von Sardagna - 1838 Oberst Rudolph Graf Schaaffgotsche - 1846 Oberst Joseph von Fejérváry - 1849 Oberst Paul Kral - 1849 Oberst Sigmund Lázár von Ecska - 1851 Oberst Friedrich Freiherr von Boxberg - 1851 Oberst Gustav Freiherr von Lindenfels - 1852 Erzherzog Rainer (2. Oberst) - 1857 Oberst Alfred Fürst zu Windisch-Graetz | - 1860 Oberstlieutenant-Oberst Constantin Graf Thun-Hohenstein - 1868 Oberst Justin Graf Bolesta-Koziebrodzky - 1869 Oberst Alfred Ritter von Joelson - 1875 Oberst Georg Fricke - 1879 Oberst Adolph Leddihn - 1885 Oberstlieutenant-Oberst Gustav Freiherr von Worsebe - 1887 Oberst Joseph Siebert - 1892 Oberstlieutenant-Oberst Joseph Rieger - 1898 Oberst Erzherzog Franz Salvator - 1903 Oberst Vinzenz Freiherr von Abele - 1909 Oberstleutnant Alfred Freiherr von Dachenhausen - 1910 Oberst Alfred Freiherr von Dachenhausen - 1912–1914 Oberst Alfred Edler von Rettich |

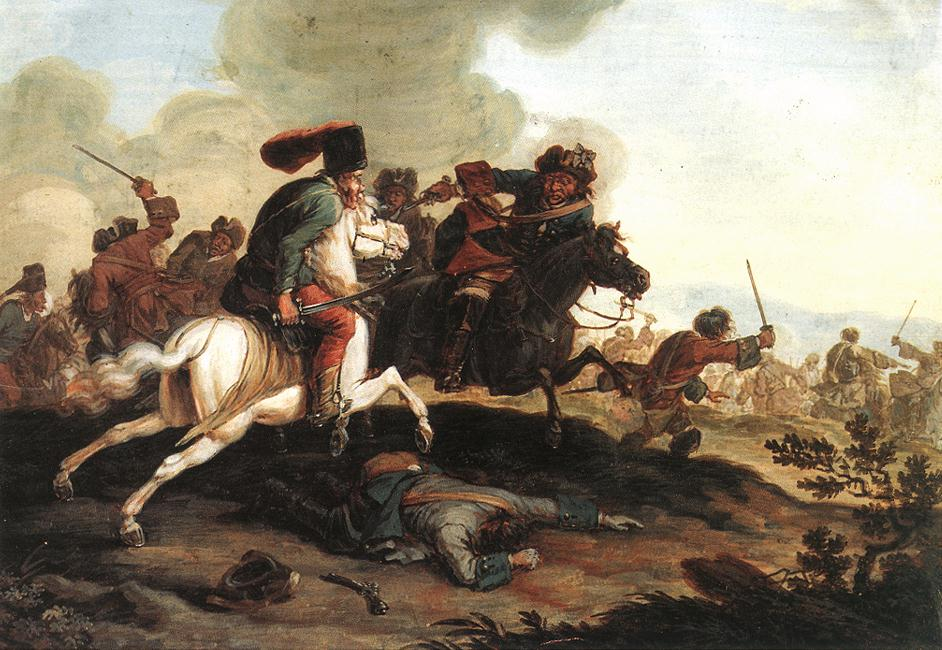
Gefecht während der antihabsburgischen Aufstände

## Gefechtskalender
→Spanischer Erbfolgekrieg

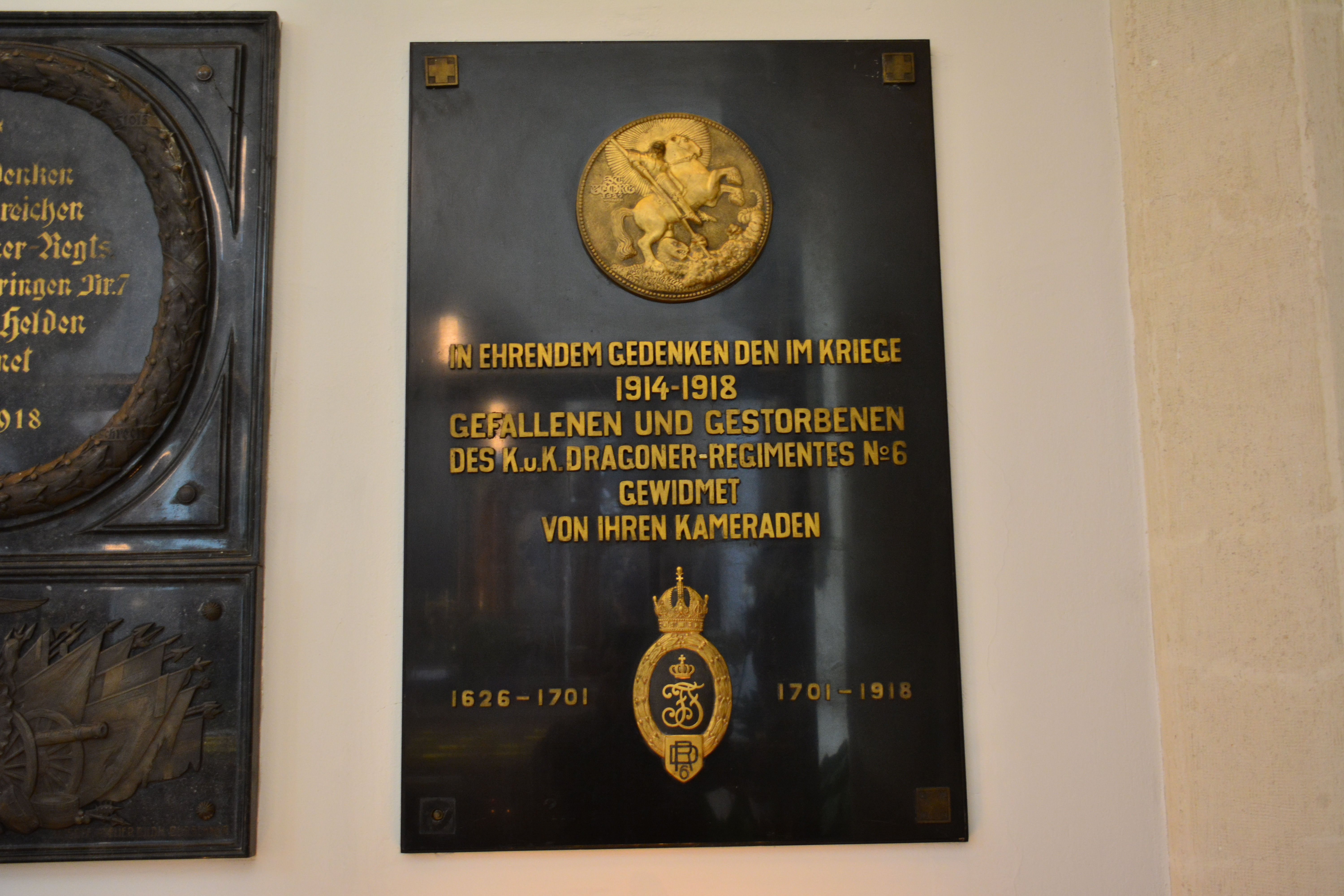
Gedenktafel in der Kapuzinerkirche in Wien

- 1702 Auf dem Kriegsschauplatz in Deutschland, Teilnahme an der Belagerung von Landau
- 1703 Gefecht bei Munderkingen
- 1704 Schlacht bei Höchstädt

→Antihabsburgischen Aufstände im Königreich Ungarn von 1671–1711
- 1705 wurde das Regiment gegen die Malcontenten in Ungarn eingesetzt
- 1706 Im Korps Pálffy zumeist bei Ödenburg und an der Niederösterreichischen Grenze verwendet
- 1707 Sicherungs- und Patrouillendienste im Korps Rabutin in Oberungarn
- 1708 Sicherungs- und Patrouillendienste in Siebenbürgen
- 1709 Teilnahme am Feldzug zum Entsatz von Grosswardein, Scharmützel bei Királyhágó
- 1710 Sicherungs- und Patrouillendienste in Siebenbürgen
- 1711 Sicherungs- und Patrouillendienste in Ungarn ohne größere Aktion

→Venezianisch-Österreichischer Türkenkrieg
- 1716 Schlacht bei Peterwardein und Belagerung von Temesvár
- 1717 Im Korps Martigny am linken Ufer der Save stehend, rettete das Regiment im Gefecht am 17. Juli durch einen erfolgreichen Gegenangriff die bedrohte Infanterie. Große Verluste hatte das Regiment in der Schlacht um Belgrad

→Polnischer Erbfolgekrieg
- 1734 Auf den Kriegsschauplatz nach Italien verlegt, kämpfte der Verband in der Schlacht bei Parma, wo sich die Karabinier Kompanie auszeichnete. Anschließend in der Schlacht bei Guastalla
- 1735 Sicherungs- und Patrouillendienste in Oberitalien, später in Tirol ohne Aktion

→Russisch-Österreichischer Türkenkrieg (1736–1739)
- 1739 Am Krieg gegen die Türken nicht teilgenommen, Sicherungs- und Patrouillendienste in Italien

→Österreichischer Erbfolgekrieg
- 1742 Der Armee des Feldmarschall Traun in Italien zugewiesen. Ohne Gefechtstätigkeit
- 1743 Schlacht bei Camposanto
- 1744 Teilnahme am Feldzug nach Neapel
- 1746 Kämpfe bei Codogno, Piacenza und bei Rottofreno
- 1747 Teilnahme am Feldzug in die Provence

→Siebenjähriger Krieg
- 1757 Kämpfe in der Schlacht von Kolin, der Schlacht bei Breslau und der Schlacht bei Leuthen
- 1758 Schlacht bei Hochkirch
- 1759 Schlacht bei Meißen, die Karabinier Kompanie zeichnete sich hier besonders aus. Gefecht bei Maxen
- 1760 Im Korps Laudon kämpfte das Regiment bei Landshut und Liegnitz
- 1761 Sicherungs- und Patrouillendienste bei der Hauptarmee in Sachsen
- 1762 Sicherungs- und Patrouillendienste bei der Armee in Schlesien. Nur im Gefecht bei Peilau eingesetzt

→Bayerischer Erbfolgekrieg
- 1778–1779 Sicherungs- und Patrouillendienste bei der Hauptarmee in Böhmen, ohne Aktion

→Russisch-Österreichischer Türkenkrieg (1787–1792)
- 1788 Bei der Hauptarmee im Banat. Rückzugsgefechte bei Karansebse
- 1789 Bei der Belagerungsarmee vor Belgrad

→Koalitionskriege
- 1793 zum Kriegsschauplatz an den Rhein verlegt, nahmen Abteilungen an den Gefechten von Rheinzabern, Landau, der Einnahme der Weissenburger Linien, den Gefechten im Brumpter Wald und anderen Kämpfen teil. Bei Reichshofen (Uttenhofen) zeichnete sich die Oberst Division durch eine Attacke aus, Major Wallthör säuberte mit seiner Division den Schweighauser Wald und führte ein Gefecht bei Neuweiler.
- 1794 Trotz zahlreicher Marschbewegungen der Truppenkörper hatte das Regiment keine Gefechtstätigkeit.
- 1795 Bei der Belagerung von Mannheim unternahm das Regiment Streifzüge und führte einen Überfall auf Schwetzingen aus. In dem Gefecht bei Frankenthal (Pfalz) zeichnete sich eine Eskadron aus.
- 1796 Der Armee Erzherzog Carl zugeteilt, zersprengte das Regiment im Gefecht bei Amberg ein aus 3 Bataillonen bestehende Karré. Kämpfe bei Würzburg
- 1797 Sicherungs- und Patrouillendienste am Rhein, ohne Gefecht
- 1799 Kämpfe bei Stockach und Gefecht bei Löchgau
- 1800 Gefecht bei Donauwörth und später Schlacht bei Hohenlinden. Rückzugsgefechte bei Salzburg, Lambach und Kremsmünster
- 1805 Mit vier Divisionen auf dem Kriegsschauplatz in Deutschland, zeichnete sich die Majors Division im Gefecht am Michaelsberg aus. Das Regiment kämpfte sich dann unter Erzherzog Ferdinand nach Böhmen durch, wobei es bei Eschenau in ein Gefecht verwickelt wurde. Wegen der großen Verluste wurde das Regiment zu einer Division zusammengefasst und kämpfte im Gefecht bei Stecken.
- 1809 Dem Reservekorps der Armee in Deutschland zugeteilt kämpfte der Verband in der Schlacht bei Eggmühl, der Schlacht bei Aspern und der Schlacht bei Wagram.

→Befreiungskriege
- 1813 Der Donau Armee zugeteilt. Später im österreichisch-bayrischen Korps unter General der Kavallerie Graf Wrede, erlitt das Regiment in der Schlacht bei Hanau starke Verluste.
- 1814 Der Hauptarmee zugeteilt. Gefecht bei Troyes, in der Schlacht bei Areis-sur-Aube und dem Gefecht bei Fère-Champenoise. Später bei der Einnahme von Paris, nur Sicherungs- und Patrouillendienste

→Herrschaft der Hundert Tage
- 1815 Sicherungs- und Patrouillendienste bei der Armee am Oberrhein, ohne Aktion

→Revolution von 1848/1849 im Kaisertum Österreich
- 1848 nahm das Reg. an den Kämpfen anlässlich der Einnahme von Wien teil und kämpfte mit Auszeichnung bei Schwechat. Beim Vorrücken der Ungarn zeichnete sich die Oberst- und Oberstlieutenant-Division bei Bábolna und Moór besonders aus-
- 1849 war die Oberstlieutenants 2. Eskadron im Gefecht bei Tetény, das Regiment in den Gefechten bei Szolnok und Abonyi, eine Division bei Czibakháza eingesetzt. Abteilungen des Regiments kämpften bei Szolnok, Isaszeg und Czinkota. Später der Süd Armee des Banus zugeteilt, kämpfte der Verband in den Gefechten bei Kács, Ó-Becse und in der Schlacht bei Hegyos.

→Deutscher Krieg
- 1866 Das Regiment hatte vier Eskadronen in die 1. Reserve-Kavallerie-Division Prinz Holstein in der Nord Armee abgestellt. Die 3. Eskadron zeichnete sich bei Wysokow – Nachod aus. Das ganze Regiment kämpfte in der Schlacht bei Königgrätz.

→Erster Weltkrieg
Im Ersten Weltkrieg sahen sich die Kavallerie-Regimenter den unterschiedlichsten Verwendungen ausgesetzt. Zum Teil bestanden sie im Regimentsverband weiter, zum Teil wurden sie Eskadronsweise auf die Infanterie-Truppendivisionen, Korps- und Armeestäbe als sogenannte Divisionskavallerie aufgeteilt (sie versahen dort Dienste als Aufklärungs- und Meldereiter sowie als Sicherungs-Detachements). Die meisten der Regimenter mussten jedoch bald die Pferde abgeben (soweit sie noch welche hatten) und kamen danach zum infanteristischen Einsatz. Genauere Erkenntnisse liegen zurzeit nicht vor.

## Verbleib
Nach der Proklamation der Tschechoslowakei als eigenständiger Staat im Oktober 1918 wurden die tschechischstämmigen Soldaten von der Interimsregierung aufgerufen, die Kampfhandlungen einzustellen und nach Hause zurückzukehren. In der Regel wurde dieser Aufforderung von der tschechischen Mannschaft des Regiments Folge geleistet. (Staatsrechtlich galt das auch für die Deutsch-Böhmischen Soldaten, da sie jetzt plötzlich Tschechoslowakische Staatsbürger waren. Inwieweit sie dieser Aufforderung nachgekommen sind, ist nicht mehr nachvollziehbar, dürfte jedoch eher die Ausnahme gewesen sein.) Somit war der Verband seinem bisherigen Oberkommando, dem k.u.k. Kriegsministerium entzogen und konnte von diesem nicht demobilisiert und allenfalls theoretisch aufgelöst werden. Ob, wann und wo eine solche Auflösung stattgefunden hat, ist gegenwärtig nicht bekannt.

## Verbandszugehörigkeit und Status im Juli 1914
- X. Korps – 6. Kavallerie Truppendivision – 5. Kavalleriebrigade
- Nationalitäten: 61 % Tschechen – 38 % Deutsche – 1 % Sonstige
- Regimentssprachen: Tschechisch und Deutsch

## Adjustierung des Regimentes
- Adjustierung als Kürassierregiment

1738: weißer Rock, rote Aufschläge
1765 (1767): weißer Rock, pompadourrote Egalisierung, weiße Hosen, gelbe Knöpfe
1770: weißer Rock, schwarze Egalisierung, weiße Hosen, gelbe Knöpfe
- Als Kürassier Regiment Nr. 10, von 1802 an Nr. 6

1798: weißer Rock, schwarze Egalisierung, gelbe Knöpfe
1850: weißer Waffenrock, schwarze Egalisierung, lichtblaue Patalons, gelbe Knöpfe
- Dragoner Regiment Nr. 6

1868: lichtblauer Waffenrock, schwarze Egalisierung, krapprote Stiefelhose, gelbe Knöpfe

## Gliederung
Ein Regiment bestand in der Österreichisch-Ungarischen Kavallerie in der Regel ursprünglich aus drei bis vier (in der Ausnahme auch mehr) Divisionen. (Mit Division wurde hier ein Verband in Bataillonsstärke bezeichnet. Die richtige Division wurde Infanterie- oder Kavallerie-Truppendivision genannt.) Jede Division hatte drei Eskadronen, deren jede wiederum aus zwei Kompanien bestand. Die Anzahl der Reiter in den einzelnen Teileinheiten schwankte, lag jedoch normalerweise bei etwa 80 Reitern je Kompanie bzw. 160 Reitern je Eskadron.
(Bei der, durch Kaiser Joseph II. begonnenen Heeresreform war die Kompaniegliederung innerhalb der Kavallerie aufgegeben worden.)
Die einzelnen Divisionen wurden nach ihren formalen Führern benannt:
- die 1. Division war die Oberst-Division
- die 2. Division war die Oberstlieutenant (Oberstleutnant)-Division
- die 3. Division war die Majors-Division
- die 4. Division war die 2. Majors-Division
- die 5. Division (soweit vorhanden) war die 3. Majors-Division

Im Zuge der Heeresreform wurden die Kavallerie-Regimenter ab 1860 auf zwei Divisionen reduziert.
Bedingt durch die ständige Umbenennung sind die Regimentsgeschichten der österreichisch-ungarischen Kavallerie nur sehr schwer zu verfolgen. Hinzu kommt die ständige und dem Anschein nach willkürliche, zum Teil mehrfache Umklassifizierung der Verbände. (Zum Beispiel: K.u.k. Böhmisches Dragoner-Regiment „Fürst zu Windisch-Graetz“ Nr. 14)